# Université de Radford
L'Université de Radford (Radford University) se situe à Radford dans l’état de Virginie aux États-Unis. C’est l’une des 8 universités publiques de l’état délivrant un doctorat.
Fondée en 1910, Radford offre des programmes d’études complets pour les non diplômés dans plus de 100 domaines/spécialités, et des programmes pour les diplômés comme le MFA (master en Beaux-Arts), le MBA (master en administration des affaires) et les programmes de doctorat spécialisés dans le domaine de la santé.

## Communauté et campus
Situé à Radford en Virginie, le campus de l’université a une superficie de 177 hectares. La ville se trouve dans les collines de la Virginie, entre le Blue Ridge et les montagnes Alleghney, de part et d’autre de la New River. Près de 35 bâtiments administratifs, académiques, de service l’étudiant et des dortoirs, dont la plupart sont construits en briques rouges de style Géorgien, se trouvent sur trois grands espaces de 76 hectares. Le complexe sportif se trouve le long de la New River. 
Radford est localisé à l’intersection 81 aux sorties 105 et 109, accessible par l’autoroute 77. 
Situé à 8 km du campus, le Selu Conservancy, près de la Little River, est un centre de conférence détenu par la fondation de l’université.

## Vie étudiante
Dans les 15 résidences universitaires du campus vivent 3 150 étudiants. Il existe plus de 200 clubs et associations. Radford organise des évènements, des concerts et des conférences tout au long de l’année universitaire.

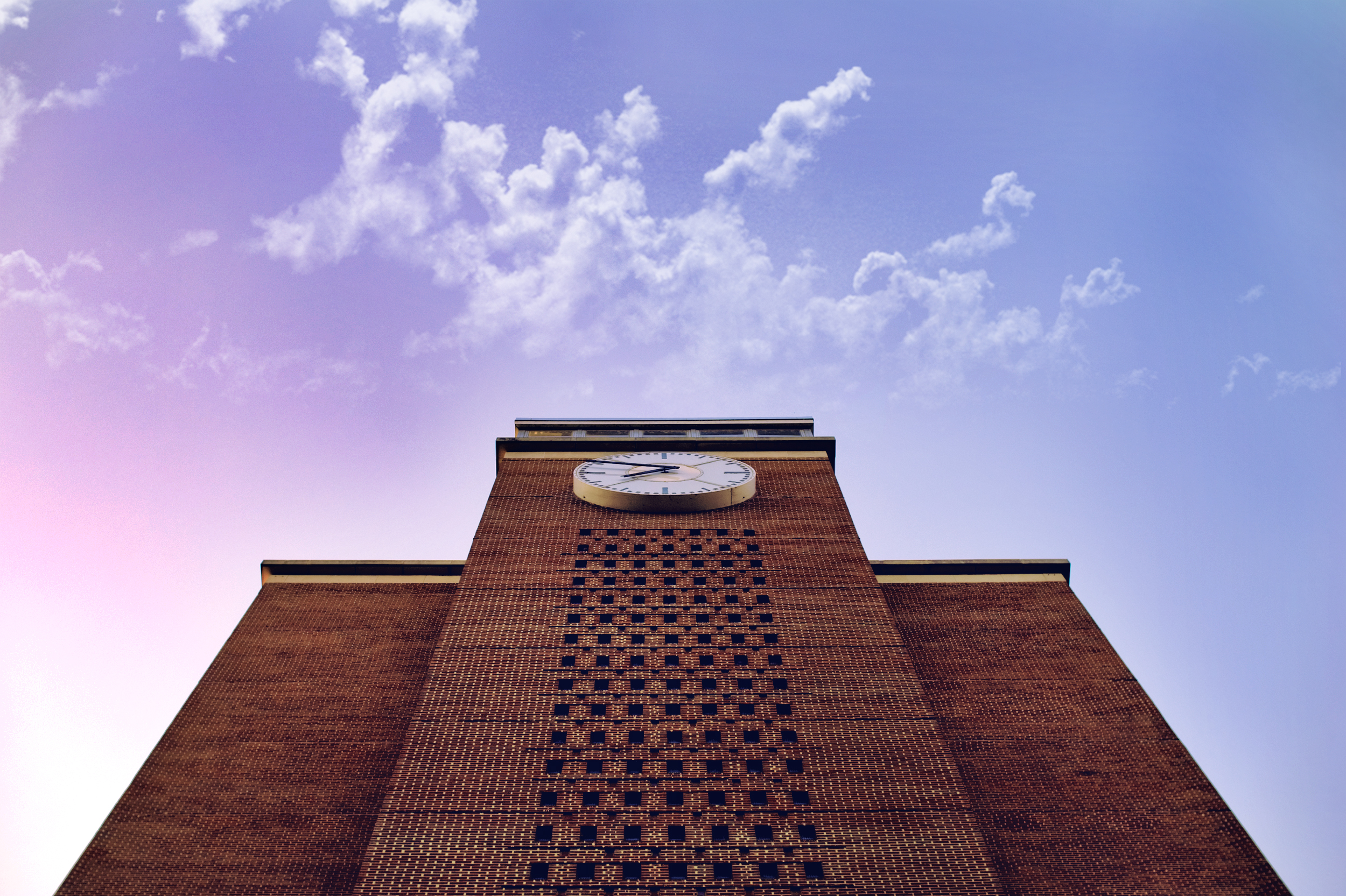

## Histoire
Historique
L’université a été créée en 1910 par le Dr. John Preston McConnell à Radford. À l’origine, l’école réservée aux femmes s’appelait State Normal and Industrial School (établissement à vocation professionnelle). L’université était une école normale qui proposait un diplôme d’art rural en deux ans.
En 1924, l’école a été renommée en State Teachers College (établissement de formation des enseignants) et a commencé à se transformer en véritable université. Son principal objectif était de former des professeurs pour travailler dans la zone rurale Appalaches située non loin de là. En 1943 le nom est devenu Virginia Polytechnic Institute pour les femmes (institut polytechnique de Virginie). Il a été rattaché à ce qui est aujourd’hui connu comme Virginia Tech, situé à Blacksburg en Virginie, à 24 km de Radford.
Au début des années 1960, pour mettre fin aux inégalités, la Virginie a mis en place des écoles mixtes et Virginia Tech a accepté des femmes sur son campus. Cela a conduit à une séparation et à un nouveau nom Radford College en 1964. L’atmosphère de « finishing school » (pensionnat pour jeunes filles) qui régnait jusque-là a disparu au cours de la décennie suivante. À partir de 1972 les garçons ont pu s’inscrire à l’université qui est devenue une école de troisième cycle.
Sept ans plus tard l’école est devenue l’université de Radford. Aujourd’hui, l’établissement est une université à part entière. Environ 45 % des étudiants viennent du sud-ouest de la Virginie, 40 % du reste de la Virginie et les 15 % restants viennent d’ailleurs. Le 1er juin 2005, Penelope W. Kyle est devenue la sixième présidente de l’université, après avoir travaillé pour le gouvernement et dans le commerce, notamment en tant que directrice de la loterie nationale.
En 1913, les couleurs de l’université de Radford étaient le violet et le gris. Dans les années 1970, le rouge écossais, le blanc, le bleu et le vert sont devenues les couleurs officielles, pour s’accorder avec le thème écossais de l’école. Plus récemment, en raison du désaccord entre les nouveaux et les anciens étudiants, l’administration de l’université a abandonné le rouge écossais et a opté pour le blanc et le rouge, en référence aux sportifs de l’école.

## Source
- (en) Cet article est partiellement ou en totalité issu de l’article de Wikipédia en anglais intitulé « Radford University » (voir la liste des auteurs).